# Prior permission required
Prior permission required (PPR) is luchtvaartterminologie waarmee vliegvelden aangeduid worden die niet zonder afspraak aangevlogen kunnen worden.
Vele kleine en/of recreatieve vliegvelden zijn niet-gecontroleerd, dat wil zeggen er is geen verkeersleiding. Als er al een radio is dan is deze enkel informatief. Daarom geldt op dergelijke vliegvelden vaak de regel dat men eerst contact moet opnemen om formeel toelating te bekomen tot landen, vooraleer erheen te vliegen. Dit heet met een Engelse term "Prior permission required", afgekort PPR. Indien de PPR-regel van toepassing is wordt dit vermeld in de Aeronautical Information Publication met het te gebruiken telefoonnummer.